# Robert Führer
Robert Johann Nepomuk Führer (* 2. Juni 1807 in Prag; † 28. November 1861 in Wien) war ein böhmischer Kirchenmusiker und Komponist.

## Leben
Der zehnjährige Robert wurde unter Domkapellmeister Jan August Vitásek, seinem Taufpaten, Sängerknabe am Prager Veitsdom. Er besuchte die Humanitätsschule und erhielt zudem von Vitásek Unterricht in Komposition und Orgelspiel. Nachdem er zeitweise die Domorganisten vertreten hatte, wurde er 1826 zweiter Domorganist und hatte außerdem die Sängerknaben zu unterrichten und den Domkapellmeister zu vertreten. 1830 wurde er Organist im Prämonstratenserstift Strahov und am 11. Januar 1831 erster Organist am Veitsdom. Seit 1830 war er auch Lehrer an der neu gegründeten Prager Orgelschule. Nach dem Tode Vitáseks am 7. Dezember 1839 wurde Führer am 21. Dezember 1839 Domkapellmeister.
Seine am 8. Mai 1832 notgedrungen geschlossene Ehe war unglücklich. Trunksucht, Wechselfälschung und Betrug führten zu gerichtlicher Verurteilung und der Domkapellmeister musste daraufhin am 6. Januar 1845 sein Rücktrittsgesuch einreichen. Führer trennte sich von seiner Frau und den beiden Söhnen und führte fortan ein unstetes Leben. Er ging nach Wien, dann zurück nach Prag. 1846 versuchte er, die Messe Nr. 2 G-Dur von Franz Schubert unter seinem Namen zu veröffentlichen, was aber von Schuberts Bruder Ferdinand alsbald aufgedeckt wurde. Seine weiteren Stationen waren Salzburg, München, Augsburg, Freising, Eggenfelden, Braunau am Inn, Gmunden, Vöcklabruck, Wels, Neuhofen bei Linz, Sankt Florian, Linz, Maria Taferl, Wolfsegg, Altheim, Ried im Innkreis, Aspach und schließlich Wien. 1859 wurde er zu einer Haftstrafe verurteilt, die er im Strafhaus Garsten verbüßte und durch das Wohlwollen des Gefängnisdirektors Carl Santner zum Komponieren nutzen konnte. Wirtschaftliche Schwierigkeiten und häufige Krankheiten lähmten seine Kräfte. Obdachlos geworden fand er am 4. Oktober 1861 Aufnahme im Allgemeinen Krankenhaus, wo er kurze Zeit später starb.

## Werk
Führer schuf rund 100 Messen, Requiem, Litaneien, Graduale, Offertorien (darunter Caecilienmesse op. 200, die es auch in deutscher Fassung gibt). Orgelwerke waren unter anderem Der Landorganist – op 270 (Präludien, Fugen); Cypressenlaub (6 Präludien); Orgel-Vorspiele – op. 238; Sechs kleine Weihnachtspastoralen – op. 271.
Die Qualität seiner Kompositionen ist sehr unterschiedlich, neben großen, wertvollen Schöpfungen entstanden auch Gelegenheitskompositionen von mäßiger Qualität. Sein Können wurde jedoch anerkannt und gewürdigt. Franz Xaver Witt, Gründer des Deutschen Cäcilienvereins und ein scharfer Gegner seiner Werke schrieb  „[…] dass Führer eine Kompositionsfähigkeit und technische Gewandtheit im musikalischen Satz hat, wie man sie nicht leicht findet; damit vereinigt er eine bedeutende Leichtigkeit der Erfindung und einen natürlichen Fluss der Melodie, Eigenschaften, die immer für einen Komponisten einnehmen […]“